# Mus bufo
Mus bufo är en däggdjursart som först beskrevs av Thomas 1906.  Mus bufo ingår i släktet Mus och familjen råttdjur. IUCN kategoriserar arten globalt som livskraftig. Inga underarter finns listade i Catalogue of Life.
Vuxna exemplar är 6,9 till 7,7 cm långa (huvud och bål) och har en 6,0 till 6,6 cm lång svans. Bakfötterna är 1,6 till 1,8 cm långa och öronen är 1,0 till 1,2 cm stora. Viktuppgifter saknas. Den tjocka och lite styva pälsen på ovansidan har en kopparbrun färg med de mörkaste delarna vid stjärten. Gränsen mot den ljus gråbruna undersidan utgörs ibland av en gul linje. Svansen är uppdelad i en svartaktig ovansida och en vitaktig undersida. Håren på svansen är korta och smala. Jämförd med andra möss i samma region saknar Mus bufo en vit fläck bakom örat. Antalet spenar hos honor är fyra par. Arten har en diploid kromosomuppsättning med 36 kromosomer (2n=36).
Denna mus förekommer i bergstrakter i östra Afrika. Arten hittas i sydvästra Uganda, Rwanda, Burundi och östra Kongo-Kinshasa. Utbredningsområdet ligger 1500 till 3000 meter över havet. Habitatet utgörs av fuktiga skogar, träskmarker, bambuskogar och bergsängar. 
Individerna äter växtdelar och kanske några smådjur. I individernas magsäck hittades rester av frön, rotfrukter och av leddjurens skal. Antagligen kan honor para sig hela året. Två honor var dräktiga med 3 respektive 4 ungar. Mus bufo är främst nattaktiv.